# Gyromitra bubakii
Gyromitra bubakii är en svampart som beskrevs av Velen. 1922. Gyromitra bubakii ingår i släktet stenmurklor och familjen Discinaceae.   Inga underarter finns listade i Catalogue of Life.